# Redecilla del Camino
Redecilla del Camino ist ein Ort und eine Gemeinde mit nur noch 93 Einwohnern (Stand: 2024) in der Provinz Burgos der Autonomen Gemeinschaft Kastilien-León. Die am Jakobsweg (Camino Francés) gelegene Gemeinde gehört zur bevölkerungsarmen Serranía Celtibérica.

## Lage und Klima
Der Ort Tosantos liegt am Rio Reláchigo, einem südlichen Nebenfluss des Río Tirón, ca. 57 km (Fahrtstrecke) östlich von Burgos nahe der Grenze zur Nachbarregion La Rioja in einer Höhe von ca. 750 m. Das Klima im Winter ist rau, im Sommer dagegen eher trocken und warm; Regen (ca. 630 mm/Jahr) fällt überwiegend im Winterhalbjahr.

## Bevölkerungsentwicklung
| Jahr      | 1857 | 1900 | 1950 | 2000 | 2018 |
| Einwohner | 386  | 335  | 346  | 150  | 115  |

Die Mechanisierung der Landwirtschaft sowie die Aufgabe von bäuerlichen Kleinbetrieben haben seit den 1950er Jahren zu einem Verlust von Arbeitsplätzen und in der Folge zu einem deutlichen Rückgang der Einwohnerzahlen geführt (Landflucht).

## Wirtschaft
Die Landwirtschaft, zu der auch ein wenig Viehzucht (Schweine, Schafe, Hühner) gehörte, spielte seit jeher die wichtigste Rolle für die Bevölkerung der Region; im Ort selber entwickelten sich in kleinem Umfang auch Handwerk, Handel und Dienstleistungsgewerbe. Mehrere Häuser des Ortes werden heutzutage als Ferienwohnungen (casas rurales) vermietet.

## Geschichte
Erste Erwähnung findet der Ort im Jahr 968, auch wenn man davon ausgeht, dass es vorher Ansiedlungen in diesem Bereich gegeben hat. Den nahegelegenen Bergen (Montes de Ayago) ist es geschuldet, das keine der verschiedenen Invasionsgruppen (Kelten, Römer, Westgoten, Mauren) das Gebiet vollständig erobern konnten: Jede neue Angriffswelle ließ die jeweiligen Bewohner in die Berge flüchten und sich dort ansiedeln. Nachdem sich die Eroberer in der Ebene etabliert hatten, kam es dann zu Austausch jeglicher Art.
Die weitere Entwicklung und Geschichte des Ortes sind eng mit dem Jakobsweg verbunden, auch wenn er schon vor der Nutzung als Pilgerweg wichtiger Verbindungsweg durch diese Gegend war: das Erscheinungsbild ist dadurch geprägt (der Ort erstreckt sich entlang der Straße in Ost-West-Richtung), er soll westlichster Außenposten der Bautätigkeit des hl. Dominikus von Calzada gewesen sein, verfügte über ein Pilgerhospiz mit Namen San Lazaro (auf dem Grundstück steht heute wieder eine Pilgerherberge) und wird im Pilgerführer des Jakobsbuchs prominent erwähnt.
Von 1822 bis 1833 gehörten der Ort und sein Umland zur neugeschaffenen Provinz Logroño, also zur Region La Rioja.

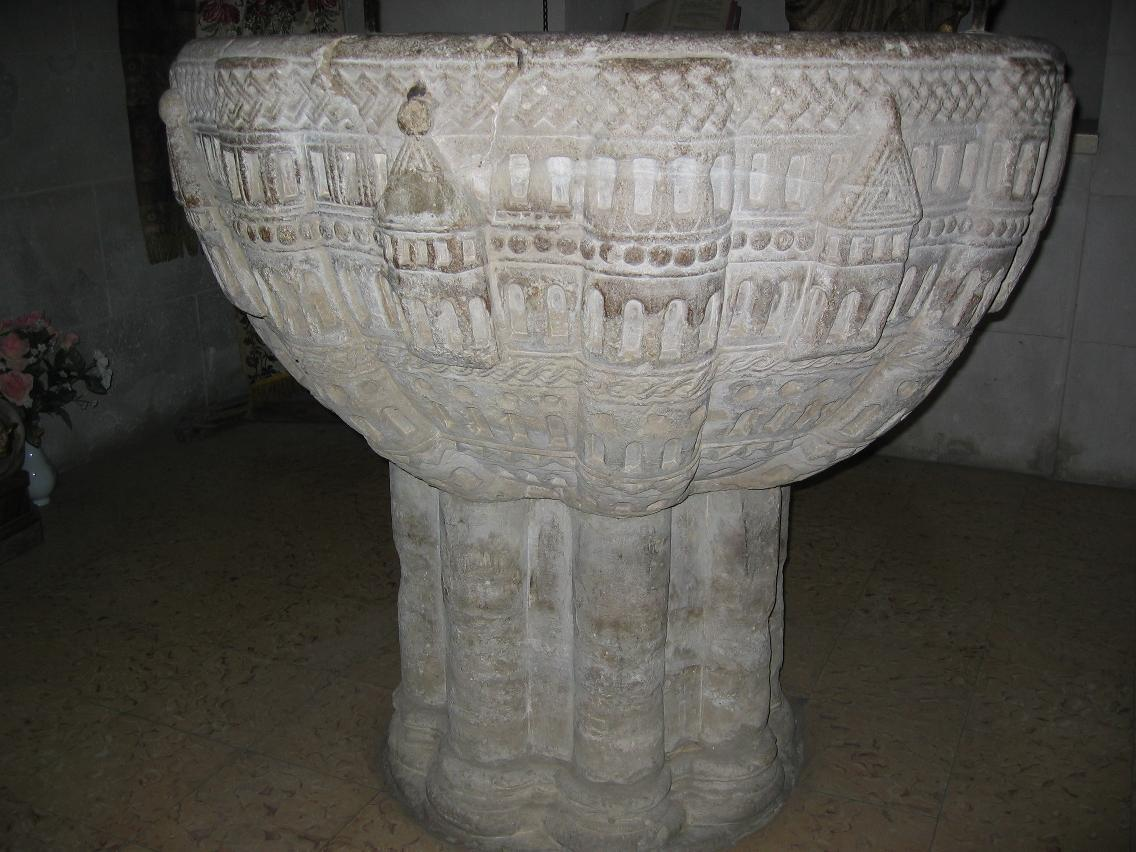
Taufstein der Kirche Virgen de la Calle

## Sehenswürdigkeiten
- Die aus dem 12. Jahrhundert stammende Kirche Virgen de la Calle („Jungfrau vom Wege“) wurde im 17./18. Jahrhundert weitgehend erneuert; über dem Portal auf der Südseite befindet sich eine Statue der Namenspatronin. Im Kirchenschiff findet sich ein sehenswertes Ensemble von mehreren Barockaltären (retablos)[4]
- Der romanische Taufstein, ein Meisterwerk der Bildhauerkunst des 12. Jahrhunderts, ruht auf acht gebündelten Säulen, die nach oben in Türme übergehen; jeder Turm zeigt drei Reihen mit jeweils vier Fenstern. In den Zwischenräumen befinden sich hausähnliche Architekturformen. Die gesamte Darstellung erinnert an mittelalterliche Vorstellungen vom Himmlischen Jerusalem. Der obere Rand des Beckens wird von einem eckigen Flechtband gebildet; in der Mitte findet sich ein Flechtband mit abgerundeten Formen.
- Eine schmucklose Gerichtssäule (rollo) ohne Kapitell ruht auf einem quadratisch abgestuften Sockelpodest.[5]